# Jeong Yak-yong
Jeong Yag-yong, también conocido como Jeong Yak-yong o Dasan (1762 - 1836), fue un filósofo coreano que vivió durante la dinastía Joseon, considerado como uno de los mejores pensadores del Silhak (movimiento de reforma social confuciano). También, junto con sus hermanos, fue uno de los primeros coreanos en convertirse al catolicismo.

## Pensamiento
Jeong es conocido por su trabajo sintetizando el pensamiento neoconfuciano de la primera mitad de la dinastía Joseon. En el proceso, escribió en varios campos, entre los cuales estaban las leyes, la teoría política y los clásicos confucianos. Quería que el pensamiento neoconfuciano retorne a las ideas originales de Confucio, y llamó a esa tendencia aprendizaje "Susa" (수사/洙泗).
En defensa de esa tendencia, Jeong criticó a los filósofos de su tiempo por dedicarse a una erudición etimológica infructuosa, y por buscar la teoría filosófica como un fin en sí mismo (sin uso práctico). Argumentaba que la erudición debía reenfocarse a intereses más importantes como la música, los rituales y las leyes.